# اریک جفروی
اریک جفروی (متولد ۱۹۵۶ میلادی) فیلسوف، اسلام‌شناس، نویسنده و محقق ومدرس فرانسوی بخش مطالعات صوفیانه است که مدت طولانی در دانشگاه استراسبورگ به شرق‌شناسی اروپایی تدریس کرده‌است. او از وابستگان اخوان علویه صوفیه است.

## اندیشه
منتقد سرسخت مفهوم برخورد تمدن‌ها، که آن را به گفتگوی سنت‌ها فراتر می‌برد اریک جفروی استدلال می‌کند که بعد اصلی اسلام صلح‌آمیز و معنوی است. در سنت مطالعات صوفی گری اولیه فرانسه و به ویژه در قرن ۱۹ و ۲۰ با ایوان آگولی و رنه گنون دو فرانسوی آغازگر تصوف با هویت فرهنگی معمولی فرانسوی، جفروی به‌طور مشخص تأثیرات متعدد تصوف را در فرهنگ غربی و اروپا مطالعه می‌کند. هویت.

## کتابشناسی
- ۲۰۱۰: عبدالقادر: un spirituel dans la modernité (جهت)، Albouraq، پاریس.
- 2009: L'islam sera spirituel ou ne sera plus, Seuil, Paris.
- 2009: Le soufisme, voie intérieure de l'islam, Seuil (Coll. امتیازات-حکیمانه): نسخه poche de Initiation au soufisme, ed. فیارد، ۲۰۰۳.
- 2009: Le grand livre des prénoms arabes , Albouraq / Albin Michel، پاریس (با همکاری avec Néfissa Geoffroy).
- 2005: Une voie soufie dans le monde: ته به شاذلیه. actes du colloque organisé par E. Geoffroy à la Bibliotheca Alexandrina در ۰۳ آوریل. پاریس، Maisonneuve & Larose، ۳۰ مشارکت کننده، 550 p.
- 2003: Initiation au soufisme, ed. فایارد، پاریس Réédité در ۲۰۰۴ و 2007. Traductions en arabe (chez Kalima Translation, Abou Dhabi – Beyrouth, 2010) et en anglais (World Wisdom, USA, ۲۰۱۰).
- ۲۰۰۰: صوفی فوری، Actes Sud.
- 1998: Lasagesse des maîtres soufis, éditions Grasset, Paris: ارائه و تقریر لطائف المنان دِبن عطاء الله. Traduit en Espagnol (Mandala Ediciones، مادرید، ۲۰۰۸).
- 1997: Jihâd et contemplation - Vie et enseignement d'un soufi au temps des croisades, éditions Dervy, Paris. (Réédition corrigée chez Albouraq en 2003).
- 1995: Le soufisme en Egypte et en Syrie sous les derniers Mamelouks et les premiers Ottomans: orientations spirituelles et enjeux Culturels, thèse publiée par l'Institut Français d'Etudes Arabes de Damas, Damas-Paris, 595 p. (موجود در کتابخانه مؤسسه Monde Arabe، و در سایت اینترنتی IFPO).